# Семёновское (Ростовский район)
Семёновское — деревня в Ростовском районе Ярославской области на берегу реки Вязовки, прямо за которой проходит Московско-Ярославская железная дорога. В 1 км расположено село Гвоздево, чуть дальше — Макарово.

## История
В XV веке это место было вотчиной князя Семёна Ивановича Тёмкина, который отдал её в приданое за дочерью Марией, выданной за князя Петра Ивановича Катырева. Входила в состав Кураковщины.

## Население
| 2007 | 2010 |
| ---- | ---- |
| 14   | →14  |